# Цветы для Элджернона
«Цветы для Э́лджернона» (англ. Flowers for Algernon) — научно-фантастический рассказ (или короткая повесть) Дэниела Киза («мягкая» научная фантастика). Первоначально издан в апрельском номере «Журнала фэнтези и научной фантастики» за 1959 год. Премия «Хьюго» за лучший короткий научно-фантастический рассказ (1960).
В дальнейшем Киз дописал рассказ до полноценного романа (под тем же названием), получившего премию «Небьюла» как лучший роман в 1966 году.

## История
Замысел рассказа формировался в течение 14 лет и был вдохновлён различными событиями из жизни Киза. Началось всё в 1945 году с его конфликта с родителями, которые настояли на прохождении им курсов для поступающих в медицинские вузы, вопреки его желанию стать писателем. Он почувствовал, что образование вбивает клин между ним и родителями, и это привело его к вопросу об увеличении интеллекта. Основные события произошли в 1957 году, когда Киз преподавал английский язык в школе для умственно отсталых детей; один из учеников спросил у него, сможет ли он перевестись в обычную школу, если будет старательно заниматься и станет умным.
Другие персонажи из книги также имеют прототипы людей из жизни Киза. Элджернон был вдохновлён занятиями по препарированию в университете, а имя главного героя было позаимствовано у поэта Алджернона Чарльза Суинберна. Образы Немюра и Штраусса — учёных, которые разработали хирургию повышения интеллекта, — имели прототипами профессоров, которых Киз встретил, изучая психоанализ.
В 1958 году Киз принёс свой рассказ в журнал Galaxy Science Fiction, где редактор предложил ему изменить концовку. В новой концовке Чарли должен был сохранить свой интеллект, жениться на Алисе Кинниан и жить долго и счастливо. Киз отказался от изменения и продал рассказ журналу Fantasy & Science Fiction.
В период с 1962 по 1965 годы Киз работал над созданием романа по своему рассказу и сначала пытался продать его в Doubleday, но в издательстве, а впоследствии и в пяти других, ему отказали и предложили изменить концовку.

## Сюжет
Главный герой — Чарли Гордон, 37-летний мойщик полов, служащий (в романе — 32-летний умственно отсталый уборщик в хлебопекарне) — добровольно участвует в эксперименте по повышению интеллекта.
Искусственное улучшение интеллекта путём хирургической операции — оригинальное открытие двух учёных: доктора Штраусса и доктора Немюра. После успешной операции над мышью по кличке Элджернон они решают провести аналогичную операцию на каком-нибудь умственно отсталом человеке. Выбор останавливается на Чарли, ученике школы для умственно отсталых, который выказывает стремление научиться лучше читать и писать и в целом стать умнее. Главный герой романа тренируется с помощью эксперимента над мышью по кличке Элджернон и сам участвует в этом эксперименте.
Рассказ выполнен в форме отчётов о происходящем от лица Чарли, которые его обязывают писать учёные. При повышении его интеллектуальных способностей в тексте произведения постепенно исчезают многочисленные орфографические и пунктуационные ошибки, усложняется стилистика, что обусловлено повышением уровня интеллекта главного героя.
В результате проведённой операции IQ Чарли стремительно растёт с 68 до 185. В отчётах Чарли отмечает своё изменившееся понимание происходящего: осознаёт реальное отношение к нему людей (понимает, что над ним на работе смеялись те, кого он считал своими друзьями), получает новые знания. При этом, осознавая свое интеллектуальное превосходство в ходе эксперимента, искренне прощает своих обидчиков.
Чарли чувствует особенную привязанность к мыши Элджернону, понимая, что Элджернон — единственное существо с судьбой, похожей на его собственную. С самого начала эксперимента над главным героем Элджернон и Чарли соревновались в прохождении лабиринтов — мышь в коробке, а человек на бумаге. Сначала Элджернон всё время выигрывал, что сильно злило Чарли; он очень обрадовался, наконец победив Элджернона. После этого Чарли старался подружиться с мышью.
Скорость обучения Чарли во много раз превосходит скорость обучения обычных людей — и уже через несколько недель он свободно знает несколько языков и с удовольствием читает классическую литературу, что помогает ему стать полноценной личностью. Его бывшая учительница из школы для умственно отсталых Алиса Кинниан первоначально радуется успехам Чарли, но затем начинает от него отдаляться: она уже не в состоянии его понять.
Работая в пекарне в качестве подсобника, Чарли при повышении уровня интеллекта сделал рацпредложение, давшее большую экономию. Вскоре его бывшие коллеги, не готовые к его интеллектуальной трансформации, стали бояться его и после череды событий явились инициаторами его увольнения. Они не были готовы общаться с Чарли после изменения его личности; Чарли тоже понимает, что не может поддерживать с ними дружеские отношения.
В романе, в отличие от рассказа, значительно более разработана сюжетная линия романтических отношений Чарли и его бывшей учительницы. Присутствуют также воспоминания Чарли о своём детстве, его встречи с родителями и сестрой.
Ещё через месяц уровень интеллекта Чарли становится выше уровня интеллекта профессоров, проводящих эксперимент. Для Чарли очевидны их ограниченность и заблуждения. Когда у подопытной мыши начинают наблюдаться признаки регрессии, он решает сам продолжить исследование и использовать всю силу собственного интеллекта, чтобы найти решение проблемы.
Несмотря на видимую первоначальную удачу эксперимента, поведение мыши даёт серьёзный повод для беспокойства — её интеллект начинает угасать столь же быстро, как и нарастал. Через некоторое время Элджернон умирает. При вскрытии видно, что его мозг уменьшен, извилины сглажены. Чарли попросил не сжигать труп Элджернона, как это обычно делали с лабораторными животными, и похоронил его сам.
Исследования Чарли показали, что после операции, разработанной Штрауссом и Немюром, стремительная регрессия неизбежна. Становится понятной дальнейшая судьба Чарли: он обречён на возвращение в исходное умственное состояние.
В романе главный герой пытается до последнего, используя свой всё ещё могучий интеллект, найти положительный выход из этой ситуации. Он смутно представляет, в каком направлении следует начинать исследования, которые могут помочь всем людям справиться с проблемой слабоумия, но понимает, что у него нет времени на подготовку этих исследований.
Умственный уровень Чарли снижается так же быстро, как и повышался. Чарли испытывает глубокую депрессию и думает о самоубийстве, но острота его переживаний уменьшается вместе с интеллектом. В романе его IQ становится в итоге даже немного ниже, чем был первоначально. Он возвращается к своей прежней профессии, хотя и боится, что теперь над ним будут смеяться больше, чем прежде. Прежние товарищи по работе, ранее всегда злобно шутившие над ним (они даже придумали выражение «валять Чарли Гордона»), а после операции отвернувшиеся от него, теперь относятся к нему с добротой и жалостью. Они заступаются за Чарли, когда новый работник начинает издеваться над ним.
В рассказе Чарли решает навсегда уехать из родного города после того, как по рассеянности он снова приходит в школу для взрослых к мисс Кинниан и видит, что она плачет. Роман же заканчивается на относительно оптимистичной ноте — Чарли старается ни о чём не жалеть и желает добра всем, кто пытался ему помочь. Он чувствует благодарность: «Я узнал много разных вещей а раньше я никогда даже незнал что они есть на свете и я благодари за то что я хоть наминутку это увидел». Он помнит, что получал огромное удовольствие, когда читал «синюю книжку с порваной обложкой», и решает обязательно «все время старатца стать умным чтобы мне опять было так хорошо».
Название рассказа взято из просьбы Чарли в конце его дневника — «P.P.S. Если у вас будет возможность положите пожалуста немножко цветов на могилу Элджернона которая на заднем дворе…» (пока Чарли не уехал, он клал цветы каждую неделю после смерти мыши).
Примечателен тот факт, что в романе (в отличие от рассказа) развитие сюжета связано со временем года повествования. Весна символизирует исцеление главного героя, лето — своего рода расцвет главного героя и признание его миром, осень — период интеллектуального угасания. Так, с главным героем читатель знакомится в начале марта, и в этом же месяце делается операция. Весной происходит его «становление» как гения, при том что окончательное выздоровление происходит в мае и тогда же Чарли уходит из пекарни, где был чернорабочим. Летом Чарли Гордон привыкает к жизни гения и выходит в свет[уточнить], он даже возглавляет научную работу врачей, которые его исцелили, и превосходит их интеллектом в августе. Осенью начинается угасание, однако непонятно, завершается ли оно в ноябре, когда оканчивается повествование.

## Популярность и награды
«Цветы для Элджернона» изданы в нескольких десятках стран мира. В США роман вышел общим тиражом в миллионы экземпляров. Лишь за один год издательство допечатывало первый тираж 58 раз. Роман был включён в программу обязательного чтения для средней школы в США.
Оригинальный рассказ получил в 1960 году премию «Хьюго» за лучший рассказ. Доработанный роман в 1966 году разделил с романом «Вавилон-17» Сэмюеля Дилэни премию «Небьюла» за лучший роман, а в 1967 году был номинирован на премию «Хьюго» за лучший роман, но уступил роману Роберта Хайнлайна «Луна — суровая хозяйка».
В конце 1960-х Американская ассоциация писателей-фантастов решила провести ретроспективное награждение премией «Небьюла» для произведений, написанных до 31 декабря 1964 года (то есть до времени создания премии). Краткая версия (рассказ) «Цветов для Элджернона» заняла в голосовании 3 место из 132 и в 1970 году была включена в антологию фантастики The Science Fiction Hall of Fame, том первый, 1929—1964. В 2000 году Ассоциация присвоила Кизу почётное звание Author Emeritus за значительный вклад в развитие фантастики и фэнтези; основанием для этого решения во многом стала высокая оценка «Цветов для Элджернона».

## Влияние
«Цветы для Элджернона» оказали влияние на сольный альбом клавишника группы Genesis Тони Бэнкса A Curious Feeling (1979 год), который изначально был задуман как адаптация рассказа и имел то же название. Также они стали источником вдохновения для работы в стиле современного танца (Karine Pontiès, 2006 год), получившей Премию критиков Французского сообщества Бельгии. С рассказом перекликается сюжет одного из эпизодов мультсериала «Симпсоны» под названием HOMR. Во многом на рассказе базируется сюжет эпизода 2013 года телесериала «В Филадельфии всегда солнечно». Имя Элджернон использовал поэт Iain Cameron Williams в стихотворении The Empirical Observations of Algernon; в юности отец Вильямса иронически называл его Элджерноном за любознательность.

## Экранизации, театральные постановки и радиопостановки
- Театральные постановки и радиопостановки по мотивам романа «Цветы для Элджернона» осуществлялись во Франции, Польше, Австралии, Чехословакии, Ирландии и Японии[1].
- В 1968 году в США был снят фильм «Чарли» — за него актёр Клифф Робертсон был награждён «Оскаром», кино также получило «Золотой глобус» за сценарий и несколько менее значимых наград[18]. На русский язык фильм переводился один раз, но всё равно нет устоявшегося мнения о русском названии фильма.
- В 1978 году в канадском Эдмонтоне в театре «The Citadel Theatre» состоялась премьера музыкального спектакля «Чарли и Элджернон» (Charlie and Algernon, в главной роли Майкл Кроуфорд)[1].
- В 1979 году состоялась премьера в лондонском Королевском театре (Queen’s Theatre) и в вашингтонском «Terrace and Eisenhower», а в 1980 году спектакль поставили на Бродвее в «Helen Hayes Theatre»[1].
- С сюжетом данного рассказа в общих чертах перекликается сюжет фильма «Газонокосильщик» (The Lawnmower Man), снятый в 1992 году[1].
- Идентичный сюжет имеет фильм «Молли» 1999 года, с той лишь разницей, что главный персонаж женского пола.
- В 2000 году вышел телевизионный фильм «Цветы для Алджернона» с Мэттью Модайном в главной роли[19].
- В 2006 году во Франции сняли экранизацию под названием «Цветы для Алджернона» с Жюльеном Буаселье и Элен де Фужроль в главных ролях[1].
- Также в 2006 году в Корее был снят сериал «Здравствуй, Бог!»
- В 2007 в Александринском театре по рассказу «Цветы для Элджернона» был поставлен спектакль «Цветы для Чарли», режиссёр Искандер Сакаев[1].
- 11 октября 2013 года состоялась премьера спектакля «Цветы для Элджернона» в РАМТ. Режиссёр Юрий Грымов.
- Данный сюжет был использован в юмористическом ключе в сериале «В Филадельфии всегда солнечно» («Цветы для Чарли» — 8-я серия 9-го сезона).
- В 2014 году вышел французский телевизионный фильм Des fleurs pour Algernon, режиссёр Ив Анжело (Yves Angelo), в главной роли Грегори Гадебуа (Grégory Gadebois).
- В 2015 году в Японии был снят сериал «Цветы для Элджернона».
- В 2015 году в «Таком театре» по мотивам романа «Цветы для Элджернона» был поставлен спектакль «Эффект Чарли Гордона», режиссёры Игорь Сергеев, Варя Светлова[20].
- В 2020 году в Пермском театре кукол был поставлен видеоспектакль «Цветы для Элджернона», получивший множество театральных премий, в том числе вошедший в список самых заметных постановок РФ сезона 2020—2021 годов (Long List 2022) по мнению экспертного совета Российской национальной театральной премии «Золотая маска»[21]. Режиссёр Дмитрий Вихрецкий.